# Pelastoneurus laetus
Pelastoneurus laetus är en tvåvingeart som beskrevs av Friedrich Hermann Loew 1861. Pelastoneurus laetus ingår i släktet Pelastoneurus och familjen styltflugor. Inga underarter finns listade i Catalogue of Life.